# بویرو
بویرو (به اسپانیایی: Boiro) یکی از دهستان‌های اسپانیا است.

## خصوصیات
بویرو ۸۶ کیلومترمربع مساحت و ۱۸٬۳۰۲ نفر جمعیت دارد.